# منزل أبو بكر (السياني)

تعديل مصدري - تعديل

منزل أبو بكر هي إحدى قرى عزلة الهادس بمديرية السياني التابعة لمحافظة إب، بلغ تعداد سكانها 1225 نسمة حسب تعداد اليمن لعام 2004 ويقدر عدد سكانها الآن ونحن في عام 2016 ب 5234 نسمة.